# Maria Cressari
Maria Cressari, née le 27 décembre 1943 à Brescia, est une coureuse cycliste italienne.

## Palmarès sur route
- 1964
  -  Championne d'Italie sur route
- 1968
  -  Championne d'Italie sur route
- 1969
  - 2e du Championnat d'Italie sur route
- 1972
  -  Championne d'Italie sur route
- 1973
  -  Championne d'Italie sur route
  - 1re étape des Journees Havro-Cauchoises
  - 2e des Journees Havro-Cauchoises
- 1974
  - 2e du Championnat d'Italie sur route

## Palmarès sur piste

### Championnats nationaux
- 1968
  - 3e de la poursuite
- 1971
  - 3e de la poursuite
- 1972
  - 2e de la poursuite
- 1973
  -  Championne de la poursuite
- 1974
  -  Championne de la poursuite

## Records
- Record du monde de l'heure : 1972 (41,471 km) (et record du monde des 5, 10, 20km)
- Record du monde des 100km : 1974